# Štěpán Doubek
Štěpán Doubek (15. září 1872, Dobronice u Bechyně – 7. prosince 1920, Banská Bystrica) byl český hudební skladatel a pedagog.

## Život
Vystudoval gymnázium v Táboře a stal se tam učitelem. Od roku 1896 byl varhaníkem v děkanském kostele Proměnění Páně. V letech 1898–1899 vykonal státní zkoušky ze zpěvu, klavíru a varhan. Učil zpěv na místní reálce a na gymnáziu a řídil zpěvácký spolek Hlahol.
Po vzniku Československa odešel na Slovensko a až do své smrti působil na učitelském ústavu v Banské Bystrici.

## Dílo
- Letní večer (mužský sbor)
- Při západu slunce (symfonická báseň)
- Při východu slunce (symfonická báseň)
- Scherzo pro orchestr

Četné taneční skladby a skladby lehčího žánru.